# Seznam biskupů a arcibiskupů v Dubuque

## Biskupové v Dubuque (1837-1893)
- 1837–1858: Mathias Loras
- 1858–1865: Clement Smyth, OCSO
- 1866–1900: John Hennessey, arcibiskup od roku 1893

## Arcibiskupové v Dubuque (od 1893)
- 1900–1911: John Joseph Keane
- 1911–1929: James John Keane
- 1930–1946: Francis J. L. Beckman
- 1946–1954: Henry Patrick Rohlman
- 1954–1961: Leo Binz, jmenován arcibiskupem Arcidiecéze Saint Paul a Minneapolis
- 1962–1983: James Joseph Byrne
- 1983–1995: Daniel William Kucera, OSB
- 1995–2013: Jerome George Hanus, OSB
- od 2013: Michael Owen Jackels